# 馬瀬川第二ダム
馬瀬川第二ダム（まぜがわだいにダム）は、岐阜県下呂市の一級河川・木曽川水系馬瀬川に建設されたダムである。
中部電力が管理する発電専用ダムで、高さ44.5メートルの重力式コンクリートダムである。水力発電を目的に建設され、直上流にある岩屋ダムとの間で揚水発電を行い、馬瀬川第一発電所において最大28万8,000キロワットの電力を発生させるほか、馬瀬川第二発電所において最大6万6,400キロワットの電力を発生させ、飛騨川流域一貫開発計画において計画された発電所の中では比較的規模が大きい水力発電を行う。ダムによって形成された人造湖は、八坂湖(はっさかこ)。

## 沿革
戦後、朝日ダム（飛騨川）の建設に始まった飛騨川流域一貫開発計画は、1960年代になって従来の一般水力発電所から大規模な揚水発電計画を行う方向性にシフトしていった。火力発電所や原子力発電所の連携が可能な揚水発電は次第に全国の電力会社が手掛けてゆくようになり、飛騨川では1963年（昭和38年）から高根第一ダム・高根第二ダム（飛騨川）による高根第一発電所が着手された。中部電力が次に手をつけたのは飛騨川流域最大の支流・馬瀬川であった。
馬瀬川については古くから開発計画が樹立されていた。既に1938年（昭和13年）には日本電力によって西村ダム（高さ19.5メートル・重力式）が運用されていたが、戦後になって最上流部の益田郡馬瀬村小原地点と中流の益田郡金山町岩屋地点が有力なダム・発電所建設地点として着目されていた。特に岩屋地点は有効貯水容量を多く持つことができるため、注目度が高かった。1950年（昭和25年）には国土総合開発法によって木曽川水系は木曽特定地域総合開発計画が策定され、馬瀬川流域に二つの多目的ダムを建設して治水と水力発電に対処する方針を建設省中部地方建設局が中心となって遂行しようとした。
この中で馬瀬川の岩屋地点に高さ70.0メートル・総貯水容量2千400万トンの「岩屋ダム」を、ダム直下で馬瀬川に合流する和良川岩瀬地点に高さ50.0メートル・総貯水容量1,750万トンの「岩瀬ダム」を建設し、朝日ダム・秋神ダム（秋神川）のように相互に貯水を融通することで最大9,500キロワットの発電を行う計画を建設省が呈示した。この「岩瀬ダム」計画が馬瀬川第二ダムの源流と考えられる。だが飛騨川流域一貫開発計画では「岩屋ダム」を単独での発電専用とし、飛騨川本流に導水し最大で12万8,000キロワットを発生させる「焼石発電所」を計画しており、建設省と中部電力の間には大きな乖離（かいり）があった。その後木曽特定地域総合開発計画による岩屋・岩瀬両ダム計画は立ち消えとなり、馬瀬川の電力開発は再検討された。
1963年、「岩屋ダム」計画は農林省による国営濃尾第二用水農業水利事業の水源として計画され、中部電力の発電事業と共同で実施される方向になった。さらに建設省は木曽川水系工事実施基本計画によって治水事業に「岩屋ダム」の活用を求め、最終的に1966年（昭和41年）の第43回電源開発調整審議会で関連する四省庁で調整が図られ、中部電力の「馬瀬川水力発電計画」を優先して事業を進めることで合意した。この時点で岩屋ダムは現行の規模で計画されることになったが、岩屋ダムの規模が約1億8,000万トンの貯水規模を持つ巨大ダムとなったことで、下流への影響を最小限に抑え、かつ夏季のピーク時電力需要に対応できる水力発電計画を立てた。そして岩屋ダム下流3.8キロメートル地点に逆調整池を兼ねた下部調整池を建設することになった。これが馬瀬川第二ダムである。

## 補償
馬瀬川第二ダムが計画されていたころ、飛騨川流域ではダム事業に対する不信が根強い状況であった。その原因は朝日ダムおよび高根第一ダムからの濁水放流で飛騨川が長期間濁った状態になってしまったことであり、漁業権を有する益田川漁業協同組合がこれに激しく反発。これに流域町村長・町村議会、観光協会などが加わって計画発表年の1966年には飛騨川公害対策協議会が設置され、「濁水問題が解消されない限り、新規の電源開発計画には一切合意しない」と表明した。
このため漁業権補償がダム・発電所建設における最大の難関となった。中部電力は岩屋ダムに表面取水設備を設置し、濁りの少ない湖水表面部の上澄み水を選択的に放流し、下流に影響を及ぼさない方針を採って理解を求め、これは概ね了承された。しかし、続くダム建設に伴う補償は馬瀬川がアユ釣りで全国的に著名な河川であるため、漁業権を管理する馬瀬川上流・下流漁業協同組合が「アユ漁消滅は漁民の死活問題」として猛反対した。特に下流漁協の要求は強固で、漁業権消滅の金銭補償はもとより馬瀬川第二ダム下流の恒久的な流量改善対策、また西村ダム・弓掛堰堤の撤去要求といった難問を突きつけた。交渉は暗礁に乗り上げ、岐阜県農政部が仲裁に入って妥協案を示した。補償額3億2千万円（当時）のほか第二ダムからの漁業放流実施、弓掛・広瀬両堰堤の魚道新設を行うことで1973年（昭和48年）2月25日に妥結した。上流漁協については下流漁協との交渉妥結後に交渉が行われたが、比較的交渉が順調に行われ、補償額5千750万円（当時）と代替アユ養殖施設を建設することで1974年（昭和49年）1月19日妥結。濁水問題解決の急先鋒だった益田川漁協には補償額1,800万円（当時）で交渉が妥結した。
この漁業補償によって、ダムからは毎秒0.83トンの漁業放流が行われることになった。だが今度は馬瀬川から農業用水を取水していた金山町東沓部土地改良区が、漁業放流分の水量では下流75ヘクタールの水田を潤せないとして反発した。土地改良区はダム予定地の直下流に頭首工を設置し、毎秒1.2トンの水量を確保していたが、漁業補償分では足りなくなる。このため農業用水の水量増を求め議論は紛糾、再度岐阜県農政部の仲裁を中部電力は求めて揚水機場の設置と運営管理費の電力側の負担、そして補償費を払うことで合意した。さらに第二発電所から飛騨川への送水トンネル設置により、周辺住民の簡易水道取水に影響が出るとの懸念があり、代替施設を建設することで解決を見た。
一方住民に対する補償については、ダム水没予定地両岸の金山町八坂地区と乙原地区の住民が、生活補償を求めた。両地区の住民は農業を生業としているが、第二ダム建設により地区住民が所有する水田の80パーセントが水没する。従って住民は水没前と同等の生活基盤を補償するように求めた。中部電力はこれを拒否したが金山町長が住民を支持、履行を求めた。事業の早期進捗を望む中部電力側は結果的に住民の求めに応じ、金銭による補償と生活再建に必要な措置を講じることで妥結を見た。
こうした補償交渉を経て、ダム工事は進められたが1973年のオイルショックで原油・資材物価が高騰。資材調達や工事費増額などの問題が発生した。これらを乗り越え、1976年（昭和51年）11月に馬瀬川第二ダムは岩屋ダムと共に完成した。総工費は両者込みで約675億円となった。

## 馬瀬川第二発電所

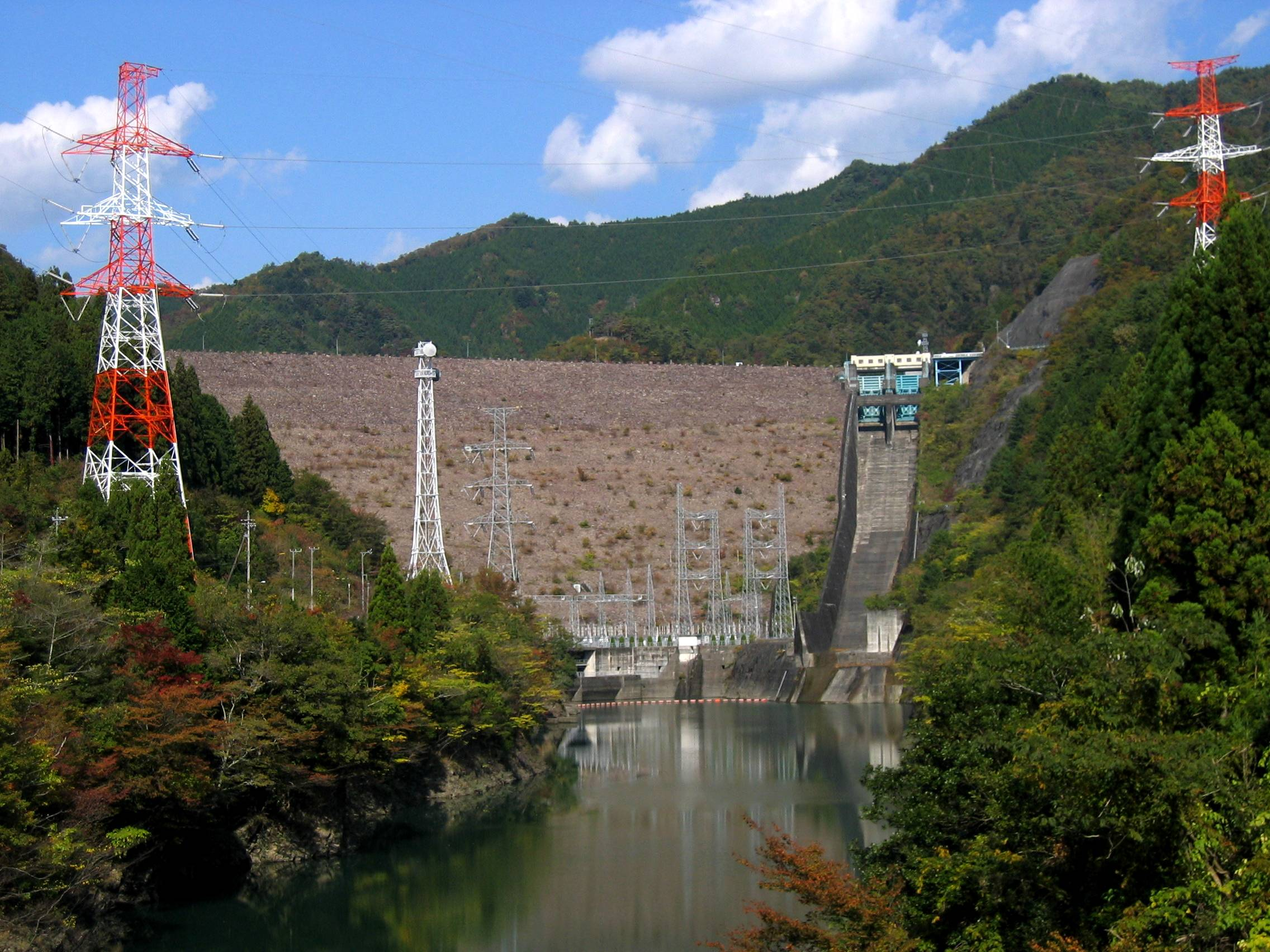
第二ダムの直上流にある岩屋ダム。第二ダムとの間で揚水発電を行うほか、名古屋市の水がめとしても重要な多目的ダムである。

馬瀬川第二ダムは高さ44.5メートル、長さ263.0メートルであり縦横比でみると横長のダムである。
目的は水力発電であるが、馬瀬川第一・第二発電所の二発電所による発電を行っている。馬瀬川第一発電所は岩屋ダムの直下右岸に地下式として建設され、世界最大級の斜流（デリア）ポンプ水車を設けて最大28万8,000キロワットを発電する、河川の自流水を利用した自流混合式揚水発電所である。下部調整池である第二ダム湖は、第一発電所が五時間連続して揚水発電を行う運転に耐えられるだけの有効貯水容量を持つ。また馬瀬川第二発電所は第二ダムの下流、約100メートル先の右岸に地下式として建設され、ピーク時発電に対応するため常時発電は行わず、電力需要が増大する夏季に最大6万6,000キロワットを発電する。発電された水は延長5.5キロメートルの放水管を通じて飛騨川本流の大船渡ダム湖上流端で放流される。
こうしたトンネルによる飛騨川への放流で起こりうるダム下流の馬瀬川水量減少に対応するため、馬瀬川第二漁業協同組合との補償交渉合意事項として定流放流設備という河川維持放流設備を設置した。これは第二ダム湖の水量が、上流の馬瀬川第一発電所の発電により最大で12.0メートルも水位が変動するため、水位変動に左右されない取水を行う目的で設置された浮きドック式の取水設備である。この定流放流設備により満水・渇水の別なく毎秒0.82立方メートルの水量を放流し、アユ漁などに影響を及ぼさないようにしている。

## その他

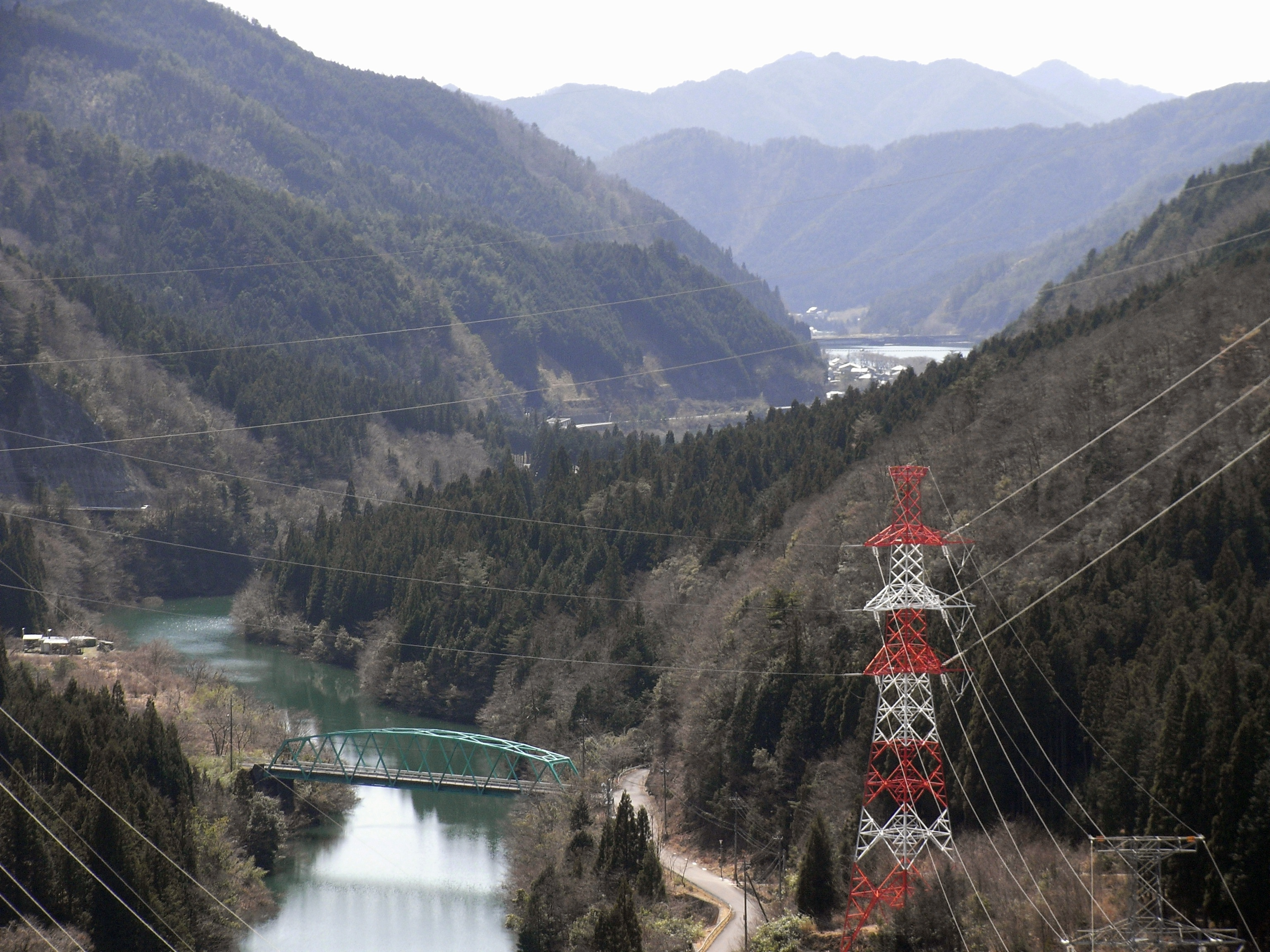
岩屋ダム天端（てんば）から見た馬瀬川第二ダム湖。奥に第二ダムも見ることができる。

ダム湖は前述の通り水位が最大で12メートルも変動するため、釣りは厳禁となっている。
馬瀬川第二ダム湖の左岸には岩屋ダムに通じる県道が通過しているが、湖岸にはソメイヨシノの桜並木が植えられている。この桜並木は「八坂の桜並木」と名付けられ、毎年春の開花シーズンになると湖岸道路の両脇はサクラが満開となり、多くの観光客や住民が花見に訪れる。